# Claude Vaussin

Generalabt Claude Vaussin SOCist (Porträtstich, 1668)

Claude Vaussin SOCist (* 1608 in Burgund; † 1. Februar 1670 in Dijon) war von 1643 bzw. 1645 bis 1670 Abt von Cîteaux und als solcher auch Generalabt des Zisterzienserordens. 

## Wahl zum Generalabt
Am 2. Januar 1643 wurde Dr. Vaussin, der aus einer einflussreichen bürgerlichen Familie in Dijon stammte, Zisterziensermönch der Abtei Clairvaux geworden war und zuletzt als Prior von Froidmont gewirkt hatte, im Alter von noch nicht 37 Jahren zum Abt von Cîteaux, des Mutterklosters aller Zisterzienser gewählt. Er trat damit die Nachfolge von Kardinal Richelieu an, der sich 1635 zum Abt hatte wählen lassen, um eine Reform im Orden zu erzwingen. 
Die Reformbewegung der Strengen Observanz war zu Beginn des 17. Jahrhunderts entstanden und hatte schnell einflussreiche Unterstützung am französischen Königshof gefunden. 1634 war den Vorstellungen der strengen Observanz durch Kardinal La Rochefoucauld zum Durchbruch verholfen worden, was über ein halbes Jahrhundert Anlass zu dauernden Auseinandersetzungen, Streitigkeiten und Prozessen gab und zum „Streit der Observanzen“ führte. Die Wahl Richelieus war umstritten, vor allem hatten die nichtfranzösischen Kongregationen ihn nicht anerkennen wollen. Sie begrüßten die Wahl eines neuen Generalabtes aus den Reihen des Ordens, dessen Einheit gefährdet war.

## Observanzenstreit
Claude Vaussin gehörte nicht zur Reformpartei, weshalb diese seine Wahl anfocht und für ungültig erklären ließ. Prüfungen wurden veranlasst und letztlich eine neue Wahl angeordnet, an der alle Mönche von Cîteaux teilnehmen sollten. Der gewählte Abt sollte zunächst nur von den Reformern gestellt werden können, wie es die Regelungen La Rochefoucaulds vorsahen; diese Bestimmung wurde aber aufgehoben und so wurde am 10. Mai 1645 Claude Vaussin gegen die Stimmen der Reformpartei erneut zum Abt gewählt. 
Nach der Anerkennung durch den König und den Heiligen Stuhl nahm Vaussin im Januar 1649 Cîteaux in Besitz. Die nichtfranzösischen Abteien sahen damit die Einheit des Ordens als gesichert an. Von den Anhängern der strengen Observanz wurde der Kampf gegen den Generalabt nach kurzer Pause wieder aufgenommen. Auf dem Generalkapitel von 1651 fanden die strenge Observanz und ihre Forderungen zwar weitgehend Anerkennung, was aber der Reformpartei keineswegs genügte. Sie wollte nicht nur die Anerkennung als eigenes Vikariat oder eigene Kongregation, sondern die Dominanz im Orden. 

## Visitationen
Claude Vaussin nutzte die Visitation als Mittel, die klösterliche Ordnung zu sichern. 1648 visitierte er Klöster seiner Filiation in der Provence und Gascogne, 1653 in der Ile-de-France, Anjou, Maine, Touraine, Bretagne und Normandie. 1654 kam er über die Schweiz zu einem Besuch vieler Ordensklöster in Oberdeutschland, Böhmen, Österreich. Mit dem Nationalkapitel in Rottweil 1654, bei dem er selbst den Vorsitz führte, stellte er die gefährdete Einheit der Oberdeutschen Kongregation des Zisterzienserordens wieder her und band diese Kongregation mit entsprechenden Bestimmungen in den Statuten eng an Cîteaux als das Haupt des Ordens. In der Auseinandersetzung mit den Vertretern der strengen Observanz konnte sich Claude Vaussin auch weiterhin auf die Äbte der Oberdeutschen Kongregation verlassen.
Vaussin wurde unterstützt von Kardinal Mazarin, während die Reformer die Unterstützung der Königinmutter Anna von Österreich fanden. Bei den Wahlen neuer Äbte in den Primarabteien Clairvaux (1653) und La Ferté (1655) konnte Vaussin seine Kandidaten durchsetzen. Von 1656 an schienen aber die Anhänger der strengen Observanz endgültig die Oberhand zu gewinnen. Schließlich wurde 1660 sogar die Reform von La Rochefoucauld, welche die Reformer begünstigte, als gültig anerkannt. Vaussin widerrief das bereits für 1661 angesetzte Generalkapitel und wandte sich angesichts der negativen Entscheidung mit Zustimmung des königlichen Staatsrats direkt an Rom. Positiv wirkte sich dabei für Vaussin aus, dass 1661 der absolutistisch eingestellte Ludwig XIV. selbst die Regierung des Königreiches übernommen hatte. 1661 reiste Claude Vaussin selbst nach Rom. Dort war er letztlich erfolgreich, indem Papst Alexander VII. (1655–67) am 16. Januar 1662 die umstrittenen Reformstatuten von Kardinal La Rochefoucauld widerrief, eine grundsätzliche Reform des gesamten Ordens unter Beteiligung beider Observanzen einforderte und eine Sonderkommission einsetzte. 
Auf der Rückreise von Rom nach Cîteaux besuchte Vaussin wie schon auf der Hinreise Klöster des Ordens in der Toskana und der Lombardei. Zurückgekehrt nutzte Vaussin die Zeit der Überprüfung der Papstbulle von 1662 um Klöster in Flandern zu visitieren. Schließlich wurde die päpstliche Bulle im Juli 1664 in Frankreich anerkannt. 1664 reiste Claude Vaussin erneut nach Rom, wo sich auch Vertreter der strengen Observanz zu Verhandlungen mit der Sonderkommission eingefunden hatten. 1665, nachdem sich für ihn bereits ein Erfolg abzeichnete, kehrte er nach Frankreich zurück. Ergebnis der Beratungen der vom Papst eingesetzten Sonderkommission war die Apostolische Konstitution vom 19. April 1666, In suprema, die auch in Frankreich anerkannt wurde. Ein Generalkapitel wurde auf den 9. Mai 1667 einberufen und dort die päpstliche Bulle verkündet. Eine Einigung der beiden zerstrittenen Observanzen brachte dieses Kapitel aber nicht, sondern mit dem Protest der Vertreter der strengen Observanz gegen die päpstliche Bulle eine Fortsetzung der Auseinandersetzung. Ein neues Generalkapitel, zu dem auf 1670 eingeladen wurde, sollte schließlich die Lösung bringen, zumal auch Papst Clemens IX. am 16. Jan. 1669 die Position seines Vorgängers und damit Claude Vaussin stützte. Bei der Vorbereitung für das Kapitel verstarb Claude Vaussin, nachdem er über 24 Jahre an der Spitze des Ordens gestanden war, im Alter von 63 Jahren am 1. Februar 1670 in Dijon. Das Generalkapitel wurde daher widerrufen. Auch das Generalkapitel von 1672 brachte noch keine Lösung. Erst von 1683 an fand die so lange und erbittert ausgetragene innere Auseinandersetzung ihren Abschluss, indem die Autonomie der strengen Observanz innerhalb des Zisterzienserordens vom Generalkapitel schließlich anerkannt wurde.

## Zusammenfassung
Im Streit der Observanzen war Claude Vaussin trotz aller Bemühungen der Erfolg letztlich versagt geblieben, gelungen war es ihm aber trotz aller Anfechtungen und Anfeindungen die Einheit seines Ordens in schwieriger Zeit zu bewahren. Mit Claude Vaussin ist auch die Reform der Zisterzienserliturgie verbunden, mit der sich der Orden in seinen liturgischen Büchern den römischen Bräuchen annäherte. Auch seine Gegner versagten Claude Vaussin letztlich ihre Anerkennung nicht, denn er hinterließ in Cîteaux ein wohlbestelltes Kloster, das mit erforderlichen Baumaßnahmen erneuert und dessen Wirtschaft wieder auf ein solides Fundament gestellt worden war. Louis Lekai hielt fest, dass "Vaussin eine der umstrittensten Gestalten der zisterziensischen Geschichte war und bleibt."